# مسييه 62

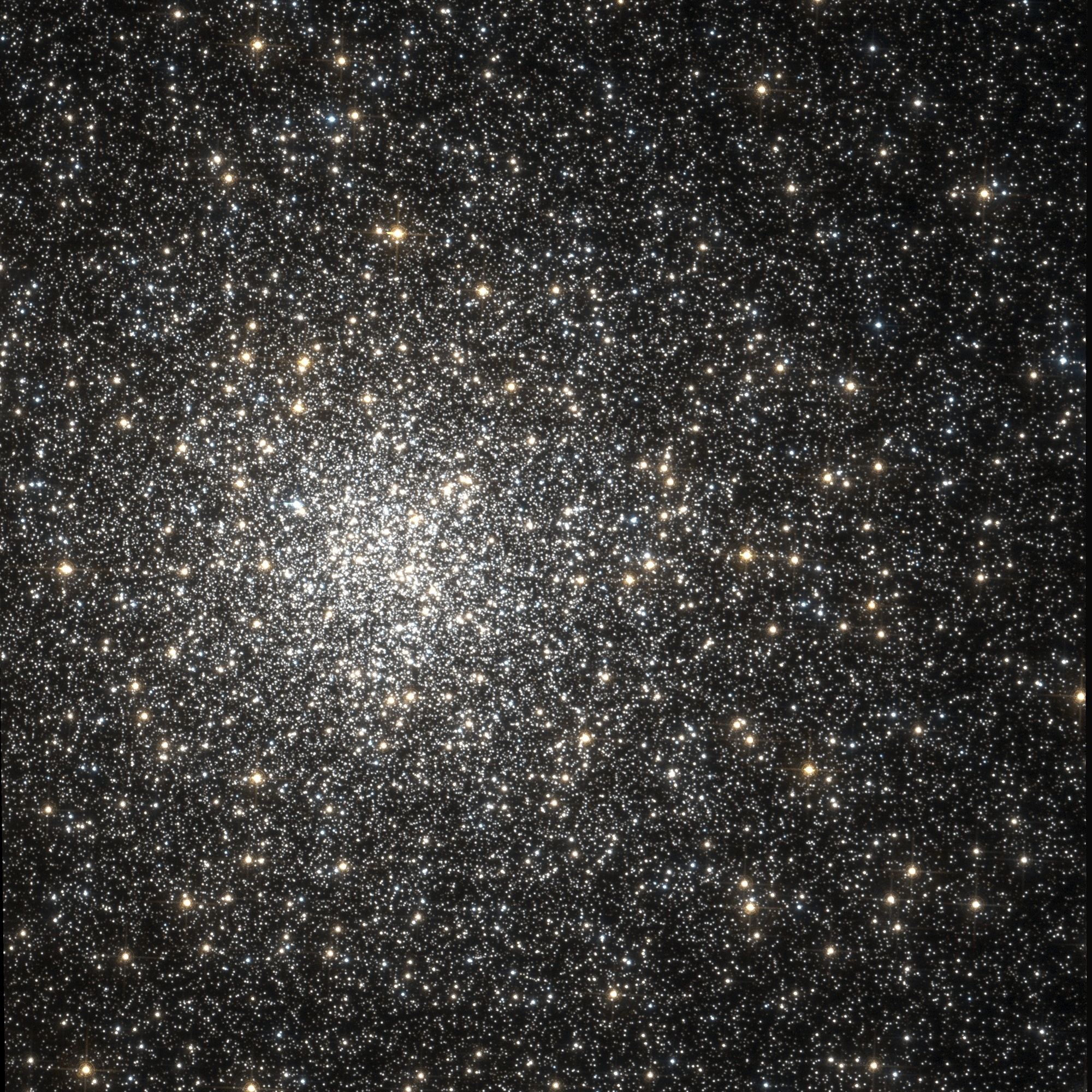

مسييه 62 أو م62 (بالإنجليزية: Messier 62 أوM62 أو NGC 6266) هو تجمع نجمي في كوكبة الحواء. اكتشفه الفلكي الفرنسي شارل مسييه عام 1771 ,أضافه إلى فهرسة عن المذنبات تحت رقم 62.
ويبعد التجمع م62 نحو 22500 سنة ضوئية ويبلغ اتساعه نحو 100 سنة ضوئية.

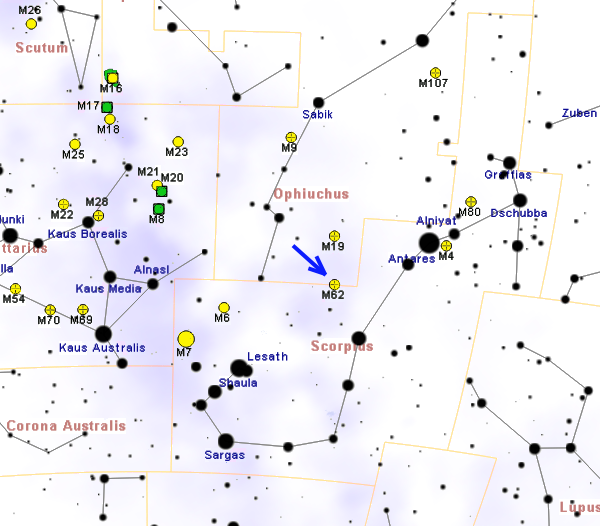
مسييه 62

من مشاهدات اجريت عليه عام 1970 نعرف أن هذا التجمع يحوي عدد كبير من النجوم المتغيرة، وكثيرا منهم من نوع RR Lyrae كما يحتوي على عدة نجوم تصدر الأشعة السينية، اعتقد أنها نجوما مزدوجة بالإضافة إلى عدة أنظمة مزدوجة مثل النباضات ذات الدورة في حدود المللي ثانية.

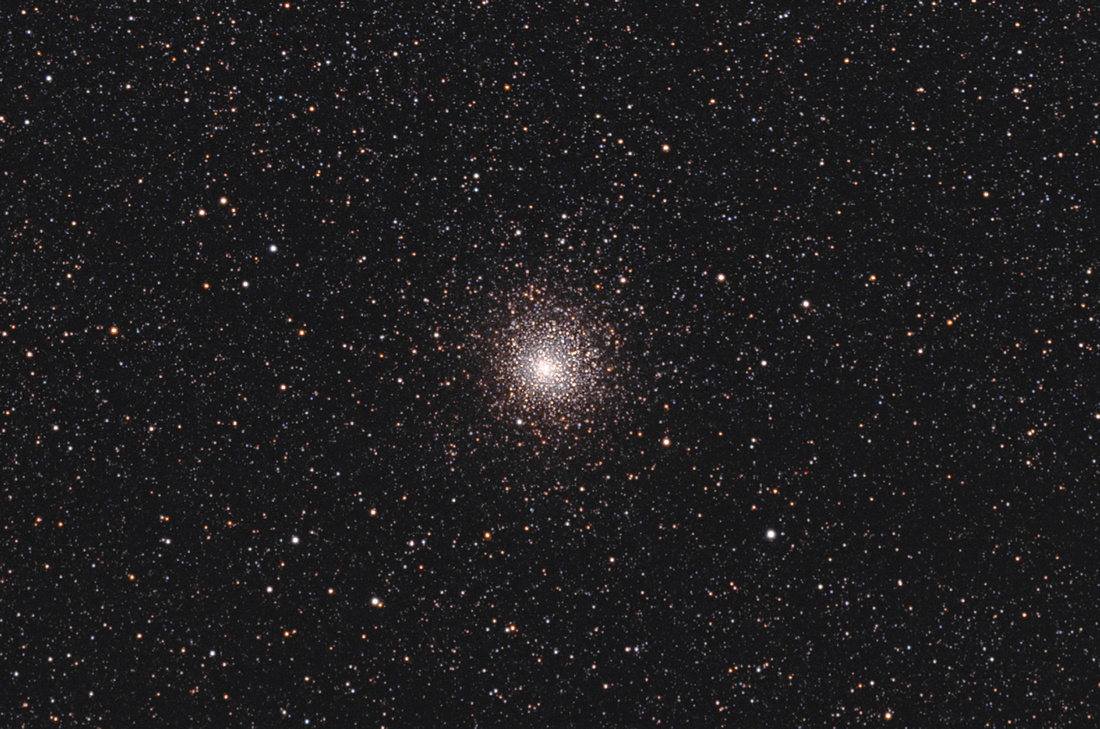
صورة لمسييه 62 التقطها أحد هواة الفلك.

## خصائص التجمع مسييه 62
- البعد عن الأرض: 22500 سنة ضوئية
- السطوع : 4و7 قدر ظاهري
- الاتساع : 15 دقيقة قوسية
- نصف قطر التجمع: 49 سنة ضوئية.

## اقرأ أيضا

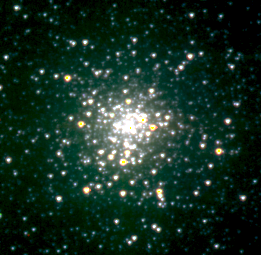
صورة للأشعة تحت الحمراء الصادرة من م62، التقطها مقراب سبيتزر الفضائي Spitzer.

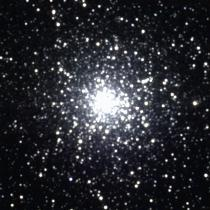
صوره لقلب التجمع مسييه 62.

- مجرة
- قزم أبيض
- عملاق أحمر
- نجم
- مجرة حلزونية
- مجرة إهليجية
- الانفجار العظيم
- خط زمني للانفجار العظيم
- نجم نيوتروني
- ثقب أسود

## وصلات خارجية
- موقع الكون
- Messier 62, SEDS Messier pages
- Messier 62, Galactic Globular Clusters Database page
- M62 on willig.net